# Luna Park (Melbourne)
El Luna Park de Melbourne es un parque de atracciones histórico situado en la costa de la bahía de Port Phillip en St. Kilda, Victoria, un suburbio de la ciudad de Melbourne-Australia. Se inauguró el 13 de diciembre de 1912 y ha estado operando casi de forma continuada desde entonces.
En primera instancia fueron cuatro los Luna Park de Australia, de los cuales solo el de Melbourne y Sídney siguen operando, los otros dos se ubicaban en Glenelg (Australia del Sur, 1930-34) y
Redcliffe (Queensland, 1944-66) Sin embargo ahora se encuentran cerrados. 
El parque de St. Kilda fue desarrollado por American Showman, en compañía de los tres hermanos Phillips, que habían tenido gran experiencia en el cine y la industria del ocio en los EE.UU. Su ingeniero jefe y diseñador principal era el inglés T. H. Eslick, que, según el folleto del día de la inauguración, había trabajado en numerosos parques de todo el mundo.
Williams regresó a los Estados Unidos en 1913 para ayudar a fundar First National Films que posteriormente se convirtió en la aclamada Warner Brothers. Los hermanos Phillips se quedaron en el parque hasta su muerte en la década de 1950.
En los años anteriores a la Primera Guerra Mundial, el parque fue un gran éxito, con atracciones como la Montaña Rusa, el Palais de Folies, Cuevas fluviales, Penny Arcade, entre otros.
Cerrado en la Primera Guerra Mundial, no se volvió a abrir hasta que fue remodelado en profundidad en 1923, agregando y mejorando las atracciones, como la montaña rusa Big Dipper, un Tobogán, un Arca de Noé y una hermosa hilera de 4 carruseles realizada en 1913 por la Empresa Filadelfia Toboggan.
Entre las dos guerras, una serie de atracciones nuevas, incluyendo los autos de choque en 1926-27 y en 1934 un tren fantasma. En la década de 1950 se reformó el parque, incluyendo la edición de El Rotor en 1951. El parque siguió siendo popular en los años 1950, 1960 y en la década de 1970, cuando algunas de las atracciones anteriores comenzaron a ser reemplazadas por modernos juegos mecánicos.
Un incendio en 1981 destruyó el Palais de Folies y en el mismo año el Río Cuevas del mundo fue declarado inseguro y demolido. En 1989, fue demolida la Osa Mayor con la intención de crear una nueva montaña rusa más grande, que nunca fue creada.
De las principales características históricas del parque todavía permanece la emblemática entrada en forma de cara, El señor Luna, y la torres que flanquean (1912, restauradas en 1999), la montaña rusa (1912), la montaña rusa más antigua de funcionamiento continuo en el mundo y el carrusel (1913, restauradas en 2000). Otro lugar de interés histórico es el tren fantasma (1934).
El parque también incluye muchas otras atracciones modernas, como el rodillo de la metrópoli rusa, la araña, una rueda de la fortuna y otros juegos mecánicos. El parque sigue siendo popular entre los niños y sus padres, que tienen buenos recuerdos del parque desde su juventud.
Un consorcio liderado por Lindsay Fox, un magnate del transporte en Melbourne, compró Luna Park a principios de 2005, comprometiéndose a devolverle la pasada gloria. Desde la compra millonaria, no ha habido ninguna revisión a fondo, pero se remodeló la estación de tren escénico, y nuevas y populares atracciones temporales como Lara Croft Tomb Raider, que fue presentada, y una importante sección del ferrocarril escénico en el cual se efectúan procesos de reparación importante entre diciembre de 2007 y junio de 2008.

## Lista de atracciones
- Montañas Rusas
  - Silly serpiente.
  - Ferrocarril panorámico - construida en 1911, la montaña rusa más antigua del mundo aún en funcionamiento, la cual es considerada como un ACE Classic Coaster.
  - Metrópolis.

- Otras Atracciones
  - Rueda de la fortuna- construida en 1971.
  - Twin dragón.
  - Barón Rojo - construido en 2001.
  - El tren Fantasma - un tren fantasma que conserva sus pistas desde 1936.
  - G Force - construido en 1983.
  - Calle Dodgems jurídico - construido en 2000 - autos chocones.
  - Drop Shock - construido en 2001.
  - La empresa - construido en 1979.
  - Arabia Feliz.
  - Carrusel Mágico - construido en 1913 - de alto valor patrimonial a la cultura de los parques temáticos en Australia.
  - spider -construida en 1977.
  - Maldición del Faraón.

## Juegos del pasado
- Palacio de la risa (1912-1981, destruido por el fuego)
- Cuevas fluviales (1912-1980, demolida)
- Jac'n'jill (tobogán)(1928-1970, demolida)
- Noah's Ark (1923-1970, demolida)
- Big Dipper (1923-1989, demolida)
- Látigo (1923-1981, demolida)
- Rotor (1951-1980)
- Huracán (1982-1984)
- Gravitrón (1984-2001)
- Zipper (1989-1991)
- Scat (1993-2001)
- Aquí viene Haley Holloway! (1988-1999)
- Prison Break: Live! (atracción de carácter temporal)
- Lara Croft - Tomb Raider Anniversary: Live (atracción de carácter temporal)
- Kikki el Payaso
- Kikki la Polilla